# Ghislain Briand
Pour les articles homonymes, voir Briand.
Ghislain Briand est un entraineur canadien de patinage artistique et un ancien compétiteur. Parmi ses élèves, on compte  Elvis Stojko, double médaillé d'argent olympique ou encore Yuzuru Hanyu double médaillé d'or olympique de patinage artistique.

## Carrière d'entraineur
Sa carrière d'entraîneur a pris place dans la région métropolitaine de Toronto. Après avoir pris sa retraite de sa carrière de patineur, Ghislain Briand a dirigé des clubs dans la Gaspésie et dans la région de Montréal pendant 12 ans avant d'accepter un emploi à la Mariposa School of Skating à Barrie. Jusqu'en 2001, il a notamment travaillé avec Elvis Stojko, double médaillé d'argent olympique (1994, 1998) et triple champion du monde (1994, 1995, 1997).
En 2005, Ghislain Brian est embauché par le Toronto Cricket Skating and Curling Club. Il était en train d'effectuer une transition vers la fonction de conseiller financier quand il a postulé au 
Toronto Cricket Skating and Curling Club, sur l'invitation de Brian Orser. Il travaille en tant que spécialiste des sauts. A cet égard, il se rend régulièrement au Skating School of Switzerland pour enseigner les techniques de sauts durant la saison off.
Au Toronto Cricket Skating and Curling Club, il a entrainé Adam Rippon pendant une courte période. Depuis 2014, il entraine Yuzuru Hanyu, double médaillé d'or olympique (2014, 2018) et double champion du monde (2014, 2017), en réponse à une demande formulée par Brian Orser quelques semaines avant les Jeux Olympiques de 2014. A ce propos, Ghislain Brian explique : "I've developed my own way to work on it, which is a bit different from others and Yuzu (ie. Yuzuru Hanyu) adhered to my technique″ ("J'ai toujours aimé amener mon analyse de la biomécanique des sauts. J'ai développé ma propre manière de travailler qui est un peu différente des autres, et Yuzu (i.e. Yuzuru Hanyu) a adhéré à ma technique").
Ses élèves actuels sont notamment :
- Yuzuru Hanyu[5]
- Noah Bodenstein[6]
- An So-hyun[7]
- Cha Jun-hwan

Ses anciens élèves sont notamment :
- Elvis Stojko
- Sonia Lafuente[8]
- Javier Raya[9]
- Elene Gedevanishvili[10]
- You Young[11]
- Choi Da-bin[12]
- Joshi Helgesson[13]
- Christina Gao[14]
- Adam Rippon[15]